# سوق المحصولات
سوق المحصولات واحد من أسواق المدينة العتيقة بصفاقس وواحد من أسواق باب الجبلي الذي لم يعد لها وجود في الوقت الحاضر.

## الموقع
كان هذا السوق مجاورا لباب الجبلي محصورا جنوبا بسور المدينة الذي كان يفصله عنه نهج، الثكنة العسكرية (المطعم المدرسي الآن) شرقا، سوق العمران والمسلخ بجهة الغرب، والسوق الجديد (أو سوق التبن) شمالا.

## تسميته
اشتق السوق اسمه من اختصاصه في بيع كل محصولات مدينة صفاقس وضواحيها آن ذاك. إلا أن هذه التسمية تم تغييرها عديد المرات فصار مثلا فيما بعد سوق السعى ومن ثم سوق الفندق.

## تاريخه
بُني سوق المحصولات خلال فترة حكم الوزير مصطفى صاحب الطابع سنة 1256 هجري وجعل به  مكاسين ونظاما محكما توجب حسبه على كل صاحب دكان بالسوق أن يدفع أداء على بضاعته.
قبل انتصاب الحماية الفرنسية بالدولة التونسية وحتى خلال السنوات الأولى لها، كان من الإجباري دفع معلوم يدعى بالمكس على كل إنتاج محلي يدخل لسوق المحصولات للتجارة أو للمدينة للعائلات بصفة عامة. حتى أنه كان بكل باب من أبواب المدينة أعوان يفتشون المارة ويتمون استخلاص معلوم المكس مما كان يسبب للمتساكنين إزعاجا.
مع الوقت، تخصص السوق في تجارة الإبل والزول والأبقار والغنم إضافة إلى أن جزءا منه انتقل إلى سوق الصوف والجلود. إلا أن هذا الأخير تم إخراجه في النصف الأول من القرن العشرين وعوض بسوق الزول الجديد المتواجد بغرب حي بيكفيل أمام دار الغنم (حديقة عمومية حاليا). أما عن سوق المحصولات القديم، فقد انتصب مكانه سوق حبوب وخصص جزئه الشمالي الغربي لبيع الأسماك.
في سنة 1960 ميلادي،عوضته البلدية بسوق عصرية بعد أن أزالت كل الملامح البدائية به. فأصبح مكانا لبيع الخضر والغلال به ساحة رباعية الشكل تتوسطها نافورة. كما أن الدكاكين به صارت منظمة حسب صفين الأول لباعة الفواكه يفتح على الجهات الأربعة في حين يحيط الثاني السوق ويتواجد به تجار المواد الغذائية. إضافة إلى هذا التقسيم، فقد خصصت الدكاكين المواجهة للسور لعرض منتوج الحدادين الذين أخرجت السلطات نشاطهم من المدينة.

## سوق المحصولات في الأدب
وصف الشاعر أحمد ملاك سوق المحصولات في شعر له:
صاحب الطابع دز بجوانيبا       جا متعنى يكتب الزيتون
جا للفندق و شيدوا زريبا         سوق امحكم كل شى ممكون
اجميع البايع يوقع اتحاسيبا       و كل باب تلقي فيه عشر عيون
و آخر حجة حشيشة واحصيبا    و نطرو الفلس من عند بوكدرون